# Горно-Бадахшанская автономная область
Го́рно-Бадахша́нская автоно́мная о́бласть (тадж. Вилояти Мухтори Кӯҳистони Бадахшон) — автономная область (АО) в составе Республики Таджикистан.
Область Горного Бадахшана занимает всю восточную часть Таджикистана, являясь крупнейшим по площади регионом страны — 64 100 км² (45 % от всей территории Таджикистана). Административный центр области — город Хорог (живёт примерно 30 тысяч человек). На начало 2020 года, в ГБАО проживает свыше 226 000 человек. Так как ГБАО высокогорный и пограничный регион, окружённый с трёх сторон другими государствами, для её посещения иностранцам требуется оформить специальное разрешение.
Автономная область граничит на севере с Ошской областью Кыргызстана, на востоке с Синьцзян-Уйгурским автономным районом Китая, с юга с провинцией Бадахшан Афганистана, с запада и с северо-запада с районами республиканского подчинения Таджикистана, с юго-запада с Хатлонской областью Таджикистана.
После утверждения советской власти на Памире с 15 августа 1923 года практически вся заселённая территория находилась в составе Бухарской Социалистической Советской Республики, восточная половина территории — в составе Бадахшанского округа Ферганской области Туркестанской АССР. 2 января 1925 года указом ЦИК Союза ССР была преобразована в Автономную область Горного Бадахшана (АОГБ) в составе Таджикской АССР советского Узбекистана.
С 16 октября 1929 года — в составе Таджикской ССР, вошедшей в состав Союза ССР на правах союзной республики. 5 декабря 1936 года переименована в Горно-Бадахшанскую автономную область (Постановление VIII Чрезвычайного Съезда Советов СССР 25.11-5.12.1936).

## Этимология
Название области по одной версии происходит от авест. «barź-: bŗź-: barəšnu-» — высота, вершина
Наиболее вероятной считается версия происхождения от др.-перс. «patiōxšana» — „верховье Вахша“. В древности название «Вахш» носила вся река Амударья, которая в античных источниках упоминается под названием «Oxos», что является греческой передачей названия «Вахш». Как название реки и области Вахш или Вахшу упоминается также в священной книге зороастрийцев «Авеста» и в древних санскритских текстах.

## География
Горно-Бадахшанская автономная область занимает 64 100 км² территории (чуть меньше площади Латвии или Ставропольского края РФ), и по этому показателю является крупнейшим по площади регионом Таджикистана. В свою очередь, бо́льшую часть территории ГБАО (60 %) занимает самый высокогорный и крупнейший район — Мургабский. Горно-Бадахшанская автономная область с востока граничит с Китайской Народной Республикой, с юга (через реку Пяндж) с Афганистаном, с запада и севера с районами республиканского подчинения Таджикистана, с юго-запада с Хатлонской областью Таджикистана, с севера с Кыргызстаном.
Почти всю территорию ГБАО занимает высокогорье, где расположена высокогорная система Памир. Территория, которую занимает ГБАО, является одним из самых высокогорных мест в мире, наряду с Гималаями, Каракорумом, Гиндукушем, Тибетом, Тянь-Шанем, Куньлунем и Андами.

## История
«О происхождении населения Горного Бадахшана — Памира, его этнической истории, этнической принадлежности <…> в эпоху неолита Горный Бадахшан был заселён знавшими земледелие и скотоводства носителями гиссарской неолитической культуры, памятники которой, датируемые 8-3 тыс. до н. э., широко представлены в Южном Таджикистане. Данные антропологии, свидетельствуя, что древнее население Горного Бадахшана — Памира было того же типа, что и население Южного Таджикистана и сопредельных территорий, придают предположению В. А. Ранова характер документально обоснованного исторического факта <…> сложению населения верхнего басейна Амударьи, включая и Памир в единую этнокультурную общность — бактрийскую народность. <…> Бактрия — страна бактрийцев, занимала значительную часть этнической территории таджикского народа. <…> Во II в. до н. э. Бактрия была завоевана кочевыми племенам тохаров, и впоследствии стала называться Тохаристаном. Вхождение Горного Бадахшана в состав Бактрии-Тохаристана подтверждается данными Птолемея (Пв.) Сюань Цзяня (VII.) и арабо-персоязычных авторов (VIII—X вв.). <…> ещё в I тыс. до н. э. Памир вместе с остальной частью Бактрии входил в единое политическое образование. <…> После сложения единой Бактрии земли племенных союзов превратились в области. <…> областные общности, не только в пределах Бактрии, но и всей этнической территории таджикского народа, продолжали сохраняться вплоть до наших дней. Такие общности названы исторически сложившимися зонами. <…> Первые достоверные сведения о политической истории Памира относящиеся ко II в. до н. э., как раз свидетельствуют о том, что на его территории существовало два владения — Вахан и Шугнан, номинально подчинявшихся верховному правителю всего Тохаристана. Незадолго до присоединения к России здесь существовало три владения — Вахан, Шугнан и Рушан, но вскоре их осталось два, поскольку Рушан был присоединён к Шугнану».— 

### Каменный век
Первые жители на территории Памира и Бадахшана, в пределах которого расположена Горно-Бадахшанская автономная область, появились уже в каменном веке. В конце эпохи бронзы произошло заселение Бадахшана сначала протоиндийскими племенами, а затем и древними иранцами, причем языки и верования этих пришельцев наложились на местные субстратные неиндоевропейские языки. В результате в Бадахшане образовалась группа восточноиранских языков

### Саки
«В политической истории Горного Бадахшана-Памира был один момент, который оставил определённый след и в этнической истории его населения. Это политическая зависимость от саков восточно-иранских племён степей и гор Средней Азии. <…> Неоспоримые факты и доводы о политической зависимости памирцев от саков приведены А. Н. Бернштамом. Он установил, что саки на Памире жили в основном в долине р. Памир, хотя здесь условия не лучше, а даже хуже, чем во многих других долинах этого нагорья. Необходимость пребывания саков в долине этой реки А. Н. Бернштам связывает с тем, что она ближе других долин Памира расположена к Горному Бадахшану, откуда, считает он саки получали определённые средства для своего существования <…> находились они здесь сезонно. Что саков на Памире жило немного, на основе данных раскопок приводит сведения источников о том, что в Горном Бадахшане, в долине р. Вахан находился сакский город Гашэн. <…> Здесь они жили зимой, а с весны до осени кочевали на Памире <…> жили совместно с оседлым населением области, у которого брали себе жён. Это привело к тому, что антропологический облик памирских саков стал резко отличаться от их соплеменников, живущих на Алае и Тянь-Шане, и имел сходство с типом оседлого населения областей, расположенных от Памира к западу. Подтверждением, того, что саки на Памире жили, в основном именно в Вахане <…> Ваханский язык, отличаясь от большинства других памирских языков, составляющих шугнано-рушанскую группу, проявляет больше сходство с одним из сакских языков -хотано-сакским, памятники которого обнаружены в Хотане».— 
.
В VII—II веках до нашей эры Бадахшан населяли племена, известные в письменных источниках как саки. С их названием связан топоним «Шугнан», буквально означающий «страна саков».
Также с названием связан топоним Ишкашим (по-ишкашимски — Шькошим) — административный район в Горно-Бадахшанской автономной области. По мнению исследователя Т. Н. Пахалиной, топоним имеет индоарийское происхождение и восходит к индоарийскому *sakā-kšam-, где первая часть может быть истолкована либо как название страны, где жило племя саков (ср. ав. sakā — название страны и народа), либо как название племени саков, а вторую часть можно сопоставить с древнеиндийским *kšm- «земля», «страна» и с производным от него современным индоарийским kšama — «земля». В таком случае в целом слово «*sakā-kšam-», очевидно, означало ‘страна саков’, ‘Скифия’..

### Покорение империей Тан
Во второй половине VII века Памир и Бадахшан оказывается в номинальной зависимости от китайской Танской империи. В VII—VIII веках название Шугнан одного из памирских районов зафиксировано в китайских источниках как Шицзин, Шицини, Шэни, Шини, Шикини.

### Исламский период
В последние десятилетия VIII века Бадахшан покоряется арабами-мусульманами, в IX веке находился в зависимости от государства Тахиридов, в X веке входит в состав государства Саманидов, в XI—XII веках был включён в состав государств Газневидов, а затем Гуридов, но и тогда зависимость Памира от центральных властей была номинальной. C XI века большая часть населения Бадахшана исповедует исмаилизм.
В XIII веке Бадахшан оказался под властью монгольских завоевателей, а в XIV—XV веках — тимуридских правителей. В начале XVI века Бадахшан входит в состав империи Великих Моголов, к концу этого столетия оказывается в составе Шейбанидского государства, которое в 1599 году сменилось Аштарханидами. В 1691—1692 годах Аштарханиды завоевали Бадахшан, а вместе с ним и Шугнан.
В середине XVIII века Шугнан был центром сопротивления правителям Бадахшана. Так, в 1748 году объединённым силам Шугнана и Дарваза в битве у озера Шива удалось разбить войска эмира Бадахшана Султан-шаха.
В конце XVIII века правители афганской Дурранийской империи предпринимают первую попытку покорения Бадахшана. В XVIII веке Шугнан, Рушан, а также Вахан вели постоянную борьбу против политической зависимости от Бадахшанского ханства и Дарваза. В середине XIX века Бадахшанское ханство было завоёвано Эмиратом Афганистан. С 1883 по 1895 гг. Рушан, Вахан и Шугнан находились под Афганской оккупацией.

### Российский период
Весной 1891 г. в Маргилане был сформирован экспедиционный «отряд во главе с командиром 2‑го линейного туркестанского батальона подполковника Михаила Ефремовича Ионова. Ему надлежало изучить местность и очистить Памир от афганских и китайских постов на территории бывшего Кокандского ханства». Летом 1891 г. Ионов достиг Памира посредством перевала Тенгизбай. Затем он через Гиндукуш вошёл вглубь британских владений и повернул на север (окружным путём), через перевал Борогиль достиг 8 августа 1891 г. озера Сарыкол.
Полностью Памир был очищен от китайцев и афганцев в конце 1894 г. После Британия поторопилась начать переговоры с Россией для окончательного решения памирского вопроса, затянувшегося на 4 года.
В начале XX века западнопамирские территории — Рушан, Шугнан, Горон, Ишкашим и Вахан — вошли в состав Российской империи, Язгулем, по договорённости с бухарским эмиром, остался в составе Дарваза.
После окончательной аннексии в 1905 г. Западный Памир («передача территории припамирских ханств Шугнан, Рушан и Вахан во владение России») и Восточный Памир были выделены из общетуркестанского управления в особый административный округ, который находился в ведении начальника Памирского отряда со штаб-квартирой в Хороге. Командир отряда, получивший права уездного начальника, подчинялся военному губернатору Ферганской области.
Памирский округ состоял из четырёх районов:
1. Район Восточных постов
2. Ишкашимский район
3. Лянгарский район
4. Хорогский район[16].

### Советский период
Советская власть в Бадахшане окончательно утвердилась в конце июня 1920 года. В июле 1923 года Горный Бадахшан был включён в Туркестанскую АССР на правах самостоятельной области и до конца 1924 года входил в неё.
5 ноября 1924 года Таджикская национальная комиссия по национально-государственному размежеванию советских республик Средней Азии обратилась в Политбюро ЦК РКП(б) с просьбой об образовании в Бадахшане автономной области и о присоединении её к Таджикской АССР. По решению ЦИК Союза ССР от 2 января 1925 года была образована Автономная Горно-Бадахшанская область в составе Таджикской АССР (с 1929 года — в Таджикской ССР). Изначально ГБАО состояла из четырёх районов:
1. Вахано-Ишкашимский с центром в Шитхарве
2. Восточно-Памирский с центром в Мургабе
3. Рушано-Бартангский с центром в Калаи-Вомаре.[19]
4. Шугнанский с центром в Верхнем Хороге

В 1936 году президиумом ЦИК Союза ССР была утверждена районная сеть АГБО в составе следующих районов:
1. Бартангский с центром в селении Бартанг
2. Ваханский с центром в селении Вахан
3. Ишкашимский с центром в селении Ишкашим
4. Мургабский с центром в селении Мургаб
5. Рошткалинский с центром в селении Рошткала
6. Рушанский с центром в селении Рушан
7. Шугнанский с центром в городе Хороге

В декабре 1941 года АГБО была переименована в Горно-Бадахшанскую автономную область —- ГБАО. В 1963 году территория ГБАО была разделена на четыре сельских района:
1. Ванчский район с центром в селении Ванч
2. Ишкашимский район с центром в селении Ишкашим
3. Мургабский район с центром в селении Мургаб
4. Шугнанский район с центром в городе Хороге

В 1965 году в состав ГБАО вошли ещё два района: Калаи-Хумбский с центром в селении Калаи-Хумб и Рушанский с центром в селении Рушан. 4 августа 1967 года за достигнутые успехи в строительстве социалистического хозяйства область награждена орденом Ленина. Были открыты промышленные запасы золота, серебра, самоцветов, горного хрусталя, асбеста.
До вхождения в состав СССР в Бадахшане отсутствовали колёсные дороги. Все коммуникации между долинами осуществлялись пешком с навьюченными грузами, по горным тропам и опаснейшим искусственным карнизам (оврингам), по ним также перетаскивали или переводили скот. Местами можно было использовать вьючных лошадей или ослов. В период с 1937-го по 1940-е годы был построен Памирский тракт, связавший Душанбе, Хорог и Ош.

### Постсоветский период
В 1991 году Калаи-Хумбский район был переименован в Дарвазский. В 1992 году Рошткалинский район восстановлен в прежних границах.
11 апреля 1992 года Совет Народных Депутатов Горно-Бадахшанской автономной области (СНД ГБАО) в одностороннем порядке провозгласил ГБАО Автономной Республикой Бадахшан, однако Верховный Совет Республики Таджикистан не признал решение СНД ГБАО.
В настоящее время Горно-Бадахшанская автономная область состоит из 1 города, 7 районов и 43 сельских джамоатов:
- город Хорог (тадж. Хоруғ; шугн. Харағ)
- Дарвазский район (тадж. ноҳияи Дарвоз)
- Ванчский район (тадж. ноҳияи Ванҷ)
- Рушанский район (тадж. ноҳияи Рушон)
- Шугнанский район (тадж. ноҳияи Шуғнон)
- Рошткалинский район (тадж. ноҳияи Роштқалъа)
- Ишкашимский район (тадж. ноҳияи Ишкошим)
- Мургабский район тадж. ноҳияи Мурғоб)

После урегулирования спорных вопросов о государственной границе часть территории Горно-Бадахшанской автономной области была передана КНР (1500 км², 1 % площади Таджикистана). На переданной территории имеются различные полезные ископаемые. Действия президента и правительства вызвали недовольство и протесты населения области.
В 2007 году открыты автодороги Мургаб — Кульма — Каракорум и Куляб — Дарваз, связавшие Памир и Таджикистан с Китаем.
В ноябре 2021 года в Хороге произошло противостояние между властями и протестующими, повлекшее жертвы.
В мае 2022 года в Горном Бадахшане началось новое противостояние между властями и протестующими, повлекшее жертвы.

## Система органов власти и правовой статус Горно-Бадахшанской автономной области
Правовой статус и система органов власти и управления в ГБАО регулируется Конституционным Законом РТ «О Горно-Бадахшанской автономной области», Конституцией (Глава 7) и законодательством Республики Таджикистан. Согласно ч.1 ст.81 Конституции, и ч.1 ст.1 Конституционного Закона РТ «О ГБАО»: «Горно-Бадахшанская автономная область является составной и неделимой частью Республики Таджикистан». Законодательством Республики основывается обособленный статус автономной области относительно иных административно-территориальных единиц РТ. Так, в ч.1 ст.2 Конституционного Закона указано о недопустимости изменении административных границ ГБАО в одностороннем порядке без согласия на то Маджлиса народных депутатов ГБАО. Кроме того, согласно ст. 58 Конституции РТ Маджлису народных депутатов ГБАО предоставлено право законодательной инициативы в парламенте Таджикистана. Согласно статьям 53, 89, Конституции РТ заместитель Председателя Маджлиси Милли (верхняя палата парламента), один из судей Конституционного суда РТ назначаются из числа представителей ГБАО.

## Население
Численность населения ГБАО на 1 января 2015 года составляла 214 300 человек или 3,2 % населения Таджикистана. Плотность населения в среднем по области (на 1 км² территории) составляет 3,3 человека, в Мургабском районе — 0,4 чел/км²). Численность городского населения составляет 28,9 тыс. человек (13,5 % к общей численности населения области), сельского населения — 185,4 тыс. человек (86,5 %).
Динамика численности населения (тысяч жителей).
| 1897  | 1926  | 1939   | 1959   | 1970   | 1979    | 1989    | 1995  | 1998  | 1999  |
| ----- | ----- | ------ | ------ | ------ | ------- | ------- | ----- | ----- | ----- |
|       |       | 53,210 | 73,037 | 97,796 | 127,709 | 160,887 | 188,0 | 199,7 | 203,9 |
| 2000  | 2001  | 2002   | 2003   | 2004   | 2005    | 2006    | 2007  | 2008  | 2009  |
| 206,2 | 207,4 | 208,3  | 208,8  | 209,5  | 206,8   | 206,4   | 206,3 | 203,1 | 203,7 |
| 2010  | 2011  | 2012   | 2013   | 2014   | 2015    | 2016    | 2017  | 2018  | 2019  |
| 204,8 | 206,5 | 208,5  | 210,2  | 212,1  | 214,3   | 217,4   | 220,2 | 223,6 | 226,9 |
| 2020  | 2021  | 2022   | 2023   | 2024   |         |         |       |       |       |
| 228,9 | 228,4 | 230,1  | 232,0  | 233,6  |         |         |       |       |       |

## Язык
Государственный язык автономии таджикский, на нём ведётся обучение в школах. Однако в плане языковой идентичности он выступает скорее push-фактором («это не наш язык»), объединяет же памирцев знание своих языков и осознание того, что эти языки отличаются от таджикского, дари и других языков соседей. Это, впрочем, не означает враждебного отношения к таджикскому языку, точно так же, как осознание памирцами своей этнической идентичности не отрицает наличия у них также и второй, общетаджикской идентичности. Носители памирских языков, представленные в Горном-Бадахшане, являются носителями шугнанского, рушанского, ваханского, ишкашимского, сарыкольского, бартангского, хуфского и язгулямского языков. Ванчский, на котором раньше говорили в долине реки Ванч, вымер в XIX веке. В Мургабском районе, в царское время относившемся к Ферганской области, проживает преимущественно киргизское население, говорящее на киргизском языке.

## Административное деление
В области 1 город — Хорог, 7 районов, 4 посёлка городского типа и 42 сельских общины:
| № | Название единицы административно- территориального деления | Население (01.01.1992) тыс. чел. | Население (01.01.2015) тыс. чел. | Население (01.01.2022) тыс. чел. | Площадь тыс. км² | Плотность населения чел./км² |
| - | ---------------------------------------------------------- | -------------------------------- | -------------------------------- | -------------------------------- | ---------------- | ---------------------------- |
| 1 | город Хорог                                                | 21,5                             | 28,9                             | 31,1                             |                  |                              |
| 2 | Ванчский район                                             | 22,7                             | 31,9                             | 34,4                             | 4,4              | 7,8                          |
| 3 | Дарвазский район                                           | 18,8                             | 22,0                             | 23,5                             | 2,8              | 8,4                          |
| 4 | Ишкашимский район                                          | 21,5                             | 30,8                             | 30,6                             | 3,7              | 8,3                          |
| 5 | Мургабский район                                           | 13,9                             | 14,4                             | 16,5                             | 37,3             | 0,4                          |
| 6 | Рошткалинский район                                        | 21,3                             | 25,7                             | 28,1                             | 4,3              |                              |
| 7 | Рушанский район                                            | 19,7                             | 24,8                             | 26,5                             | 5,9              | 6,0                          |
| 8 | Шугнанский район                                           | 32,6                             | 35,8                             | 39,5                             | 4,6              | 8,6                          |
|   | Всего                                                      | 172,0                            | 214,3                            | 230,1                            | 64,1             | 3,7                          |

## Экономика
Промышленность области представлена 12 предприятиями. Удельный вес объёма промышленной продукции в области в общем объёме её производства в республике в 2009 году составил 0,7 %. В 2009 году в области выработано 179 млн кВт⋅ч электроэнергии, произведено 285 тонн мяса, 4 тонны колбасных изделий, 16,0 тыс. тонн зерна, 48,1 тыс. тонн картофеля, 16,7 тыс. тонн овощей, 0,3 тыс. тонн бахчей продовольственных и т. д.. Хотя область занимает 45 % всей площади Таджикистана, только 3 % из них — главным образом долины горных рек — пригодны для проживания населения. Всего около 16 000 га земли пригодны для сельхозобработки.
Поголовье крупного рогатого скота в области на конец 2009 года составляло 101,6 тыс. голов, в том числе 37,6 тыс. коров, 305,1 тыс. овец и коз, 0,4 тыс. лошадей.
Капитальные вложения на развитие экономики ГБАО в 2009 году составили 87518,3 тыс. сомони, или 1,4 % от общего объёма по стране. В 2015 году суммарная доля ГБАО в объёме промышленного производства Таджикистана составила около 1 %, в производстве электроэнергии — 2 %.
Из-за слабой инфраструктуры, отсутствия развитой промышленности и инвестиций, нехватки сельхозземель, увеличения численности населения, в области один из самых высоких показателей безработицы в Таджикистане. По состоянию на 2003 год, официально безработными считались 12 % трудоспособного населения ГБАО, по оценкам независимых экспертов — 75-85 %. До 90 % доходов населения в 2003 году уходило на покупку продуктов питания и товаров первой необходимости. В связи с этим многие трудоспособные жители области вынуждены уезжать на заработки в Россию и другие страны.
Разрабатываются, при участии Китая, промышленные месторождения золота, серебра, редкоземельных металлов и других полезных ископаемых. Горные реки области имеют большой гидроэнергетический потенциал, используемый к 2015 году примерно на 5 %.
Так как в области много природных и культурно-исторических объектов, красивейших горных пейзажей, то при содействии «Всемирного банка» в последние годы развивается иностранный туризм.

## Сфера образования
В области функционируют 19 дошкольных учреждений, где воспитывается 1571 ребёнок, 318 дневных общеобразовательных школ (в них 43,7 тыс. учащихся), одно медицинское училище (0,4 тыс. учащихся) и одно учреждение высшего профессионального образования (5,0 тыс. студентов).

## Культурные учреждения
Оказывает культурно-просветительские услуги населению 191 массовая и универсальная библиотека с общим фондом книг и журналов около 1,3 миллиона экземпляров, 183 клубных учреждения, 2 киноустановки, 1 театр и 1 музей.

## Жилищный фонд
Весь жилищный фонд области равен 2388,5 тыс. м² общей площади, или 10,9 м² на одного жителя. Городской жилищный фонд составляет 592,5 тыс. м². Из общей площади жилищного фонда — 0,6 % или 14,4 тыс. м². составляет государственный общественный жилищный фонд и фонд жилищно-строительных и жилищных кооперативов.

## Сфера здравоохранения
В области 36 больничных учреждений. Мощность амбулаторно-поликлинических учреждений составляет 32,7 (посещений в смену) на 10 тыс. населения. Населению области оказывают медицинские услуги 367 врачей всех специальностей и 1052 человека среднего медицинского персонала.
На базе горячих минеральных источников Гарм-Чашма действует одноимённый санаторий.

## Спорт
Сборная Бадахшана по футболу является кандидатом на вступление в ConIFA — международную футбольную организацию, которая объединяет футбольные сборные и федерации непризнанных и частично признанных государств, а также различных автономий внутри признанных государств и автономий стран. Первый и единственный матч провела 20 апреля 2016 года против молодёжной команды клуба «Истиклол». Игра завершилась вничью со счётом 3:3.

## Список председателей хукумата
1. Замиров Балхиёр Окилбекович (1993—1994)[43]
2. Ниезмамадов Алимамад Ниезмамадович (1994—2006)[44][45]
3. Кодири Косим (2007—2013)[46][47]
4. Шодихон Джамшедов (2013—2018)[48][49]
5. Ёдгор Файзов (2018—2021)
6. Мирзонабот, Алишер (с 2021)

## Известные уроженцы
- Шириншо Шотемур (1890—1937) — государственный и политический деятель, один из основателей Таджикской ССР[50][51][52].
- Сайфулло Абдуллоев (1899—1938) — один из основателей советской власти на Памире и в Таджикистане, 2-й секретарь ЦК КП(б) Таджикистана (8.1936 — 1937), председатель Памирского облревкома (1924—1925), 1-й председатель Исполнительного комитета Областного Совета АОГБ (ГБАО с 5.12.1936) на Памире (11.1925—10.1926)[53]
- Ибрагим Исмаилов (1901—1938) — советский, партийный и государственный деятель, председатель Исполкома облсовета АОГБ (1926—1928), член Центральной контрольной комиссии КП(б) Узбекистана (1929 −1930), народный комиссар финансов ТаджССР (1930—1932), член ЦК КП(б) Таджикистана (1930—1937), 2-й секретарь ЦК КП(б) Таджикистана (1932—1935), одновременно зав. отделом культуры и пропаганды ленинизма Средазбюро ЦК ВКП(б) и член Исполнительной комиссии Средазбюро ЦК ВКП(б) (1934), народный комиссар торговли ТаджССР (1936—1937)[54].
- Мехриддин Амдинов (1905—1938) — советский государственный деятель, выпускник Московского университета им. Сталина (1929—1931), один из основателей советской власти на Памире, председатель Исполкома облсовета АОГБ (с 5.12.1936 ГБАО; 1934—1937), зам. председателя Совета национальностей Верховного Совета СССР, делегат VII Всесоюзного съезда Советов СССР (январь—февраль 1935) и Чрезвыча́йного VIII Всесоюзного съезда Советов СССР (ноябрь—декабрь 1936), председатель Исполкома Бартангского уездного Совета, затем переименованного в Исполнительный комитет Рушано-Бартангского районного Совета (1926—1929), служба в РККА (1920—1922), в рабоче-крестьянской милиции (1923—1926), член Коммунистического интернационала молодёжи СССР (5—6 созыва), член ВКП(б) (1926)[55].
- Назаршо Додхудоев (1915—2000) — советский государственный деятель, председатель Президиума Верховного Совета Таджикской ССР (1950—1956), председатель Совета Министров Таджикской ССР (1956—1961)[56].
- Гоибназар Паллаев (1929—2000) — советский государственный и политический деятель, председатель Президиума Верховного Совета Таджикистана (1984—1990)[57].
- Рустамбек Юсуфбеков (1923—2007) — доктор экономических наук (1971), член-корреспондент АН Таджикской ССР (1966), Заслуженный научный работник Таджикской ССР (1983), зам. председателя Совмина Таджикской ССР, одновременно министр иностранных дел Таджикской ССР[58].
- Моёншо Назаршоев (1929—1994) — советский, государственный и научный деятель, доктор исторических наук (1980), профессор (1982), Заслуженный деятель науки Таджикистана, академик Международной академии наук высшей школы (1990), заместитель премьер-министра правительства Республики Таджикистан (1994)[59].
- Мастибек Ташмухаммедов (1908—1988) — советский военный, политический и государственный деятель, генерал-майор (1962; первый генерал из таджиков)[60].
- Мамадаёз Навджуванов (1942—2015) — советский военный и государственный деятель, министр внутренних дел Таджикской ССР (1989—1992), генерал-майор[61][62].
- Муминшо Абдулвасиев (1933—1992) — советский государственный деятель, председатель облисполкома ГБАО (1978—1988)[63].
- Шодавлят Гуломиддинович Шодавлятов (1939—2022) — таджикский государственный и политический деятель, председатель облисполкома ГБАО (1991—1995)[64].
- Худоер Юсуфбеков (1928—1990) — советский учёный, организатор науки на Памире, академик АН Таджикской ССР (1976), доктор сельскохозяйственных наук (1969), член-корреспондент (1968), член Президиума АН Таджикской ССР (1989), общественный и государственный деятель[65][66].
- Хубаншо Кирманшоев (1900—1938) — российский революционер, военный и политический деятель, член РКП(б) (с 1921), борец за установление советской власти, командир красных партизан с целью свержения господства белогвардейцев и Бухарского эмирата на Памире, участник боев против басмачества в Дарвазе и на Восточном Памире, уполномоченный Особого отдела ВЧК военной контрразведки в Ишкашимском и Ваханском[к. 9] районах ТаджАССР (1920—1927). Председатель Областной партийной контрольной комиссии Горно-Бадахшанского обкома КП(б) Таджикистана (1930—1933)[67]
- Камбар Шабдолов (Шоабдолов) (1913—1951) — советский разведчик-нелегал (псевдоним «Витас»). C 1930-х гг. по 1951 г. состоял на службе в органах внешней разведки СССР, выполнял задания Центра на территории Афганистана по пресечению и нейтрализации подрывных акций с юга государственной границы против СССР в период и после Великой Отечественной войны; в дальнейшем — спецсотрудник Комитета информации при МИД СССР[к. 10]. Также известен как гидротехник Вахшского системного управления «Вахшстрой» Наркомзема СССР (1934—1935), автор сложных проектов каналов орошения земель в высокогорьях, гл. инженер-организатор строительства жизненных каналов в экономике ГБАО в 1935—1951 гг.[68].
- Лола Исмаилова (1929—2012) — первая женщина из Таджикистана — доктор биологических наук, профессор[69].
- Ниятбек Миралибеков (1940—2007) — канд. биол. наук, директор Памирского ботанического сада (1979—1999; 2003—2007; зам. директора 1999—2003) Памирского биологического института им. академика Х. Ю. Юсуфбекова АН РТ[70].
- Алибек Ниятбеков (1946—2008) — доктор биологических наук, профессор, автор научных публикаций, монографий, важных в сельском хозяйстве вакцин и препаратов.
- Бекназар Имомназаров (1939—1997) — кандидат физико-математических наук, профессор, отличник народного образования Таджикской ССР, выпускник ТГУ им. Ленина (1960), аспирант ВИСИ (1966), ассистент кафедры функционального анализа и дифференциального уравнения (1960—1963), ст. преподаватель (1966—1967), доцент (1967—1981), одновременно зав кафедры функционального анализа и дифференциального уравнения ТГУ Ленина (1968—1970), ст. научный сотрудник вычислительного центра Сибирского отделения АН СССР (1975—1980), декан физико-математического факультета Курган-Тюбинского госпединститута (1981—1992), зав. кафедрой, декан физико-математического факультета Хорогского госуниверситета им. М. Назаршоева (1992—1997), автор 5 учебно-методических трудов и более 100 научных статей[71].
- Окимбек Хосабеков (1943—2017) — выпускник ТГУ им В. И. Ленина (1966), кандидат физико-математических наук (1975), ассистент кафедры функционального анализа и дифференциального уравнения ТГУ им. Ленина (1966—1968), одновременно здесь же учёба в аспирантуре (1971), ст. преподаватель кафедры высшей математики (1971—1975), доцент кафедры функционального анализа и дифференциального уравнения ТГУ им. Ленина (1975—2007), зав. кафедры функционального анализа и дифференциального уравнения (1984—1987; 1990—2002 и 2005—2007), автор 5 учебно-методических трудов и более 50 научных статей, «Отличник народного образования Таджикской ССР» (1990), награждён юбилейной медалью «20 лет государственной независимости Республики Таджикистан» (2011)[72].
- Икболшо Шокамолов (1934—2020) — кандидат физико-математических наук, ученый секретарь (1988—1994), зам. директора (1994—1999), ученый секретарь Института математики им. А. Джураева АН Республики Таджикистан (1999—2020)[73].
- Ниезбек Давлатбеков (р. 1945) — кандидат исторических наук, доцент, декан исторического факультета Таджикского Государственного педагогического Университета (1997—2005), автор научных трудов и учебных пособий, участник ограниченного контингента советских войск в Афганистане (1980—1981)[74].
- Тохир Каландаров (род. 1970) — историк, автор фундаментального труда «Шугнанцы»[75].
- Мехрубон Назаров (1922—1993) — государственный деятель, Заслуженный деятель искусств Таджикской ССР, Заслуженный артист Таджикской ССР, профессор, зам. пред. Госкомитета по телевидению и радиовещанию ТаджССР (1964—1965), председатель Госкомитета по кинематографии СМ ТаджССР (1965—1966), министр культуры Таджикской ССР (1966—1979), ректор Таджикского института искусств им. Турсунзаде (1979—1988)[76].
- Охонлал Оламов (1943—1993) — зав. отдела транспорта и связи ЦК КП Таджикистана (1982—1989), депутат ВС ТаджССР (1985), зам. пред. парткомиссии ЦК КП Таджикистана (1989—1991), гл. специалист отдела ЖКХ и управления дорогами управления СМ РТ (1991—1992), министр транспорта РТ (1992), гл. специалист дорожного отдела управлении СМ РТ (1992—1993)[77].
- Ёрмамад Ашурмамадов (1919—2004) — советский актёр, переводчик и драматург, Заслуженный деятель искусств Таджикской ССР (1966), директор музыкально-драматического театра им. Рудаки (1947—1948, 1957—1976), директор областного историко-краеведческого музея ГБАО (1976—1979)[78].
- Заррагул Искандарова (1938—2020) — народная артистка Республики Таджикистан[79].
- Хушбахт Хушвахтов (1926—2013) — советский живописец, народный художник Таджикской ССР[80].
- Гуломхайдар Гуломалиев (1904—1961) — балетмейстер, народный артист СССР (1957)[81].
- Оятбегим Сабзалиева (1942—2020) — выпускница МГК им. П. И. Чайковского, оперная певица, Народная артистка Республики Таджикистан, профессор Таджикской национальной консерватории им. Т. Сатторова[82].
- Далер Назаров (род. 1959) — известный исполнитель, композитор и актёр Таджикистана[83].
- Муборакшо Мирзошоев (1961—2001) — известный исполнитель (певец) и музыкант Таджикистана[84].
- Мирсаид Миршакар (1912—1993) — советский поэт, писатель, драматург, редактор, сценарист, общественный и государственный деятель. Председатель Верховного Совета Таджикской ССР (1961—1975). Народный поэт Таджикской ССР (1962)[85].
- Тилло Пулоди (1912—1974) — советский поэт, писатель, Заслуженный учитель Таджикской ССР[86].
- Мумин Каноат (1932—2018) — советский таджикский поэт и писатель, член Союза писателей СССР (1961), зам. председателя (1968), первый секретарь Правления Союза писателей Таджикистана (1976), депутат Совета Национальностей Верховного Совета СССР 10—11 созывов (1979—1989), член ЦК Компартии Таджикистана, секретарь Правления Союза писателей СССР, лауреат Государственной премии СССР[87].
- Хабиб Лидуш (1962—2002) — бард, поэт[88].
- Бодурбек Миралибеков (род. 1950) — советский таджикский актёр, гл. режиссёр Государственного русского драматического театра им. Маяковского, Народный артист Республики Таджикистан, лауреат Государственной премии Республики Таджикистан им. Рудаки[89].
- Ризоали Оджиев (1962—1997) — народный депутат СССР, образование незаконченное высшее, до 1989-го работал председателем кооперативного объединения «Интернационалист», с 1989 года член Комиссии Совета Национальностей по национальной политике и межнациональным отношениям, с 1990 года зам. председателя Комитета Верховного Совета СССР по делам воинов-интернационалистов[90].
- Давлат Худоназаров (род. 1944) — советский кинооператор-документалист, политик и общественный деятель. Народный артист Таджикской ССР (1989), председатель конфедерации Союзов кинематографистов (1991), лауреат Государственной Премии Таджикской ССР им. Рудаки (1974).
- Балхиёр Замиров (род. 1960) — Первый председатель Горно-Бадахшанской Автономной республики. Депутат Маджлиси Оли Таджикистана[91].
- Акбаршо Искандаров — исполняющий обязанности президента Таджикистана в октябре-декабре 1991 года и сентябре-ноябре 1992 года[92].
- Азалшо Олимов (1930—1998) — чемпион СССР по самбо (1955), мастер спорта СССР[93][94]
- Раимкуль Малахбеков (род. 1974) — чемпион мира по боксу[95].
- Артур Одилбеков (род. 1984) — чемпион России по универсальному бою[96].
- Хушбахт Курбонмамадов (род. 1993) — чемпион Таджикистана и призёр России по дзюдо[97].
- Нагзибек Ашурмамадов (род. 1961) — 12-кратный чемпион РТ по волейболу, участник универсиад СССР — в Красноярске (1981); Киеве (1991); международных игр — в Ташкенте (1995); Алматы (1997); Тегеране (1997); Бишкеке (1999); Душанбе (2003) и Эр-Рияд в Саудовской Аравии (2005), кандидат в мастера спорта СССР (1991), мастер спорта РТ (1997), заслуженный тренер РТ (2002), судья по спорту республиканской категории (2005), Заслуженный работник спорта (2007)[98].
- Рахмонкул Рахмонкулов (род. 1960) — советский таджикский поэт, гл. редактор газеты «Бадахшан».
- Чоршанбе Чоршанбиев (род. 1995) — чемпион Кубка мира IFFCF-MMA (2015 год)[99], боец лиги FightNights[100][101].